# Teksam
Teksam ApS er en mellemstor produktionsvirksomhed med hovedsæde i Hanstholm, Thy.  
Teksam blev grundlagt i 1979 af ingeniørerne Bent M.K. Holme og Per Søndergaard under navnet "I/S Teksam", og havde til formål at drive en rådgivende ingeniørvirksomhed med tilknyttet produktion af specialmaskiner.   
I dag er Teksam en verdensomspændende ingeniørvirksomhed, som konstruerer, producerer og monterer produktionssystemer til betonvareindustrien. 